# Rasheed Broadbell
Rasheed Broadbell (Kingston, 13 de agosto de 2000) es un deportista jamaicano que compite en atletismo, especialista en las carreras de vallas. Participó en los Juegos Olímpicos de París 2024, obteniendo una medalla de bronce en la prueba de 110 m vallas.

## Palmarés internacional
| Juegos Olímpicos | Juegos Olímpicos | Juegos Olímpicos  | Juegos Olímpicos |
| Año              | Lugar            | Medalla           | Prueba           |
| ---------------- | ---------------- | ----------------- | ---------------- |
| 2024             | París (Francia)  | Medalla de bronce | 110 m vallas     |